# Bryggeriforeningen
Bryggeriforeningen är en bransch- och intresseorganisation för bryggerier i Danmark (inklusive Färöarna och Grönland). Organisationen bildades 1899. Den bedriver opinionsbildning, däremot är den inte en arbetsgivarorganisation. De uppgifterna sköts av DI - Dansk industri, där Bryggeriforeningen är medlem.